# Cherry picking
 (avril 2019).
Si vous disposez d'ouvrages ou d'articles de référence ou si vous connaissez des sites web de qualité traitant du thème abordé ici, merci de compléter l'article en donnant les références utiles à sa vérifiabilité et en les liant à la section « Notes et références ».

Exemple de cherry picking utilisé pour le déni du changement climatique. En sélectionnant délibérément une plage temporelle, ici 1998–2012, on crée artificiellement une « pause », même si la tendance globale est au réchauffement.

En rhétorique ou dans toute forme d'argumentation, le picorage ou cherry picking (litt. « cueillette de cerises ») est un procédé de présentation sélective de faits ou de données qui donnent du crédit à son opinion en passant sous silence les cas qui la contredisent. Ce procédé trompeur, pas nécessairement intentionnel, est typique des biais de confirmation.
L'expression est basée sur une analogie avec la cueillette de fruits comme les cerises : le cueilleur sélectionne les fruits les plus mûrs et les plus sains, si bien qu'un observateur qui ne voit que les fruits sélectionnés conclut à tort que la plupart, voire la totalité, des fruits sont mûrs et sains.
Le picorage se retrouve dans de nombreuses erreurs de logique. Par exemple, l'erreur basée sur des preuves anecdotiques consiste à négliger de grandes quantités de données pour ne considérer que quelques informations connues, tandis que le faux dilemme admet seulement deux options alors que d'autres sont disponibles.

## Histoire
Au Ve siècle av. J.-C., le philosophe athée Diagoras de Melos, cité par Cicéron dans De natura deorum et par Montaigne dans le onzième essai du livre I, semble avoir été le premier à attirer l’attention sur le raisonnement biaisé du cherry picking. Lorsqu'on lui montre les offrandes votives de naufragés ayant échappé à la mort grâce selon eux, à leurs prières adressées aux dieux, Diagoras fait remarquer que de nombreuses personnes étaient mortes en mer malgré leurs prières, mais que ces cas n'étaient pas commémorés.

## Acceptabilité
Dans le système judiciaire, quand une personne a pour mission de défendre une position particulière, le picorage peut être approprié. Un avocat est libre de présenter les seuls éléments de preuve soutenant l'innocence de son client. Par contre, même si un procureur est censé présenter les faits comportant les plus fortes présomptions de culpabilité, il n'est pas autorisé à supprimer des preuves qui pourraient soutenir l'innocence de l'accusé.
En outre, dans la common law, la culpabilité de l'accusé au pénal doit être prouvée hors de tout doute raisonnable et la preuve apportée par la défense est considérée comme légitime, car bien que ces données ne puissent prouver quelque chose de général, elles peuvent réussir à introduire un niveau suffisant de doute sur la culpabilité de l'accusé.
Toutefois, l'utilisation du picorage par une personne se déclarant neutre, comme un journaliste, un scientifique ou un juge, est généralement considéré comme inappropriée.

## Statistiques
Le picorage peut désigner la sélection de données ou d'ensembles de données à des fins d'étude ou de sondage, sélection qui donnera au commanditaire de l'étude ou du sondage les résultats conformes à son attente, mais biaisés par rapport à la réalité[citation nécessaire].

## Informatique
Dans le jargon de la gestion de versions, l'expression cherry picking est utilisée pour décrire l'action de sélectionner les morceaux de code du logiciel qui conviennent à celui qui le fait (des patchs ou changesets ou commits) devant être reportés d'une branche à une autre),,.

## Sports
Le cherry picking dans le sport est la tactique où un joueur attend à proximité du but de l'adversaire dans l'espoir de recevoir l'objet en jeu (balle, palet ou rondelle, etc.) et de le renvoyer vers les buts. Cette tactique peut dégrader la qualité de jeu. Afin d'en prévenir ou d'en décourager la pratique, plusieurs sports d'équipe ont défini une règle de hors-jeu. Par exemple en hockey sur glace, la règle du hors-jeu exige que le joueur n'entre pas dans la zone offensive avant la rondelle.

## Fiscalité australienne
Dans les années 1970 et au début des années 1980 en Australie, le cherry picking était une taxe basée sur la déduction fiscale des cotisations de l'entreprise cotisant à un fonds de retraite. Ce fonds (cerise), théoriquement au profit des employés, était choisi (cueillette) par la société ou ses propriétaires qui y trouvaient des avantages financiers[réf. nécessaire][pas clair].

## Affaires
L'expression cherry picking est également utilisée dans les affaires, où elle est traduite en français par picorage,.